# The Lay of Thrym
The Lay of Thrym – szósty, pełny album muzyczny farerskiej grupy Týr, wydany 27 maja 2011 rok, przez Napalm Records.
Większość utworów odwołuje się do kultury przedchrześcijańskiej skandynawskiej. Jednym z wyjątków jest Shadow of the Swastika, który odwołuje się do czasów współczesnych. Większość tekstów śpiewana jest w języku angielskim. Rodzimy muzykom język farerski pojawia się jedynie w Ellindur Bóndi á Jaðri, a Konning Hans jest napisana po duńsku. Wersja limitowana płyty zawiera dwa dodatkowe utwory, będące coverami piosenek zespołów Black Sabbath oraz Rainbow.
Zostały wydane także płyty winylowe - 100 złotych, 200 zielonych oraz 250 brązowych. Każda zawiera utwory dodatkowe. 
Tytułowy Thrym, król olbrzymów, według mitologii skandynawskiej ośmielił się ukraść młot Thora (Mjöllnir). Okładka przedstawia boga stojącego nad głową powalonego złodzieja ze wzniesionym młotem. Obok niego widoczne są także dwa, czarne barany. Okładkę, podobnie, jak całą oprawę graficzną albumu, zaprojektowała Gyula Havancsák.
Zdjęcia do albumu wykonał Kristfried Tyril, a muzyka została zmiksowana przez Jacoba Hansena w Hansen Studio (Ribe, Dania).

## Lista utworów
| 1.  | Flames of the Free | 4:17  |
|     | - muzyka, tekst: Heri Joensen |       |
| 2.  | Shadow of the Swastika | 4:23  |
|     | - muzyka, tekst: Heri Joensen |       |
| 3.  | Take Your Tyrant | 3:55  |
|     | - muzyka, tekst: Heri Joensen |       |
| 4.  | Evening Star | 5:04  |
|     | - muzyka: duńska muzyka ludowa, Heri Joensen - tekst: Heri Joensen                                                                      |       |
| 5.  | Hall of Freedom | 4:06  |
|     | - muzyka, tekst: Heri Joensen |       |
| 6.  | Fields of the Fallen | 4:59  |
|     | - muzyka: Terji Skibenæs, Heri Joensen - tekst: Heri Joensen                                                                            |       |
| 7.  | Konning Hans | 4:27  |
|     | - muzyka: duńska i farerska muzyka ludowa, Heri Joensen - tekst: duńska i farerska muzyka ludowa                                        |       |
| 8.  | Ellindur Bóndi á Jaðri | 3:55  |
|     | - muzyka: farerska muzyka ludowa, Heri Joensen - tekst: Heri Joensen                                                                    |       |
| 9.  | Nine Worlds of Lore | 4:04  |
|     | - muzyka: farerska muzyka ludowa, Heri Joensen - tekst: Heri Joensen                                                                    |       |
| 10. | The Lay of Thrym | 6:48  |
|     | - muzyka: Gunnar H. Thomsen, Heri Joensen - tekst: Heri Joensen                                                                         |       |
| 11. | I (Black Sabbath cover) | 4:42  |
|     | - tylko w wersji limitowanej - muzyka: Geezer Butler, Ronnie James Dio, Tony Iommi - tekst: Geezer Butler, Ronnie James Dio, Tony Iommi |       |
| 12. | Stargazer (Rainbow cover) | 6:19  |
|     | - tylko w wersji limitowanej - muzyka: Ritchie Blackmore, Ronald Padavona - tekst: Ritchie Blackmore, Ronald Padavona                   |       |
|     | | 56:59 |
|     | |       |

## Twórcy
- Heri Joensen - śpiew, gitara
- Terji Skibenæs - gitara
- Gunnar H. Thomsen - gitara basowa
- Kári Streymoy - perkusja